# Darantasia xenodora
Darantasia xenodora là một loài bướm đêm thuộc phân họ Arctiinae, họ Erebidae.